# Kobieta pod presją
Kobieta pod presją (ang. A Woman Under the Influence) – amerykański dramat filmowy z 1974 roku w reżyserii Johna Cassavetesa.

## Fabuła
Mabel (Gena Rowlands) i Nick (Peter Falk) są małżeństwem z trójką dzieci. Mieszkają na przedmieściach Los Angeles. Nick jest pracownikiem budowlanym. Mabel zajmuje się domem i opieką nad dziećmi. Nie akceptuje jednak codziennej monotonii, poszukuje czegoś więcej. Nick nie bardzo rozumie jej ekscentrycznego zachowania i potrzeb. Rozpoznając silny rozstrój nerwowy, wysyła ją na leczenie do szpitala psychiatrycznego. Po półrocznym leczeniu Mabel wraca do domu.

## Obsada
Źródło: sfp.org.pl
- Gena Rowlands – Mabel Longhetti
- Peter Falk – Nick Longhetti
- Fred Draper – George Mortensen
- Lady Rowlands – Martha Mortensen
- Katherine Cassavetes – Margaret Longhetti
- Matthew Laborteaux – Angelo Longhetti
- Matthew Cassel – Tony Longhetti
- Christina Grisanti – Maria Longhetti

## Nagrody i nominacje

### Nagrody
- Złoty Glob dla najlepszej aktorki w filmie dramatycznym (Gena Rowlands)
- Kansas City Film Critics Circle Award dla najlepszej aktorki pierwszoplanowej (Gena Rowlands)
- National Board of Review Award dla najlepszej aktorki pierwszoplanowej (Gena Rowlands)

### Nominacje
- Oscar dla najlepszej aktorki pierwszoplanowej (Gena Rowlands)[3]
- Oscar za najlepszą reżyserię (John Cassavetes)[3]
- Złoty Glob za najlepszy film dramatyczny
- Złoty Glob dla najlepszego reżysera (John Cassavetes)
- Złoty Glob za najlepszy scenariusz (John Cassavetes)
- Writers Guild of America Award za najlepszy scenariusz oryginalny (John Cassavetes)